# Guido Baumann
Guido Baumann (Romanshorn, 15 januari 1926 - München, 23 december 1992) was een Zwitserse journalist.

## Carrière
Na zijn studie germanistiek, anglistiek en theaterwetenschap debuteerde Baumann in 1959 zonder succes als quizmaster met het programma Hart auf Hart. Hij was van 1957 tot 1962 werkzaam bij de WDR en van 1962 tot 1964 bij de BR. In 1969 aanvaardde hij de leiding van de amusementsafdeling bij Radio Zürich binnen de SRG. In 1973 promoveerde hij tot hoofd amusement van de Duitstalige Zwitserse televisie. Zijn grootste populariteit bereikte Baumann echter in de quiz Was bin ich?, waarbij hij vaak al na enkele antwoorden van de gasten hun beroep wist te raden. Het gehele team kreeg in 1967 de Goldene Camera. Na het overlijden van presentator Robert Lembke probeerde Baumann het concept onder de titel Heiter weiter bij Sat.1 voort te zetten, wat echter mislukte. Hij was wel succesvol als presentator met de quiz Sag die Wahrheit in de jaren 1960 en 1970, eveneens met zijn activiteiten als auteur en medeproducent van het door Dietmar Schönherr en zijn vrouw Vivi Bach gepresenteerde zaterdagavond-amusementsprogramma Wünsch dir was, dat in het begin van de jaren 1970 werd getoond in Duitsland, Oostenrijk en Zwitserland.

## Privéleven en overlijden
Baumann was drie keer getrouwd, waaronder met zangeres Véronique Müller. Hij overleed op 23 december 1992 op 66-jarige leeftijd aan de gevolgen van leverkanker.

## Filmografie

### Als auteur
- 1961: Napoleon für drei Tage
- 1965: Evergreens: Melodien, die ewig jung bleiben
- 1965: Bekannte Namen im Examen
- 1968: Professor Columbus

### Als vertolker
- 1966: Sperrbezirk
- 1966: Eine kleine Harmonielehre
- 1969: Ich bin ein Elefant, Madame
- 1971: Professor Sound und die Pille - Die unwahrscheinliche Geschichte einer Erfindung
- 1971: Glückspilze
- 1976: Klimbim Folge 18 (comedy-tv-serie)
- 1979: Traumschiff nach Casablanca
- 1983: Die wilden Fünfziger
- 1984: Blaubart